# Bogusław Kędzierski
Bogusław Kędzierski (ur. 25 stycznia 1929 roku w Żabieńcu, zm. 25 lutego 2010 roku w Warszawie) – polski artysta malarz, członek Okręgu Warszawskiego Związku Polskich Artystów Plastyków.

## Życiorys
W 1961 roku uzyskał dyplom Akademii Sztuk Pięknych w Warszawie w pracowni profesora Edwarda Kokoszki. Zaraz po uzyskaniu dyplomu brał udział w wystawach indywidualnych i zbiorowych oraz konkursach w Kielcach, Radomiu i Warszawie, m.in. w Muzeum Narodowym, w Pałacu Kultury oraz w Zachęcie. Na wystawie indywidualnej w Kordegardzie wystawił ponad 30 prac olejnych.
W 1963 roku wyjeżdżał do Wiednia, Zurychu i Paryża, gdzie przebywał ponad dwa lata. Wystawiał swoje prace w Galerii Lambert i innych galeriach Paryża. W Galerii Soneg w Zurichu wystawił 32 obrazy olejne, które zostały zakupione przez właściciela galerii. Prezentował także swoje prace w Galerii Bollag w Zurichu.
W 1967 roku wyjechał do Kopenhagi na 2 lata. Wystawiał swoje obrazy w Galerii 13, w Galerii Rosenberg oraz w galerii Aboulewarden 48. Ponad 30 obrazów olejnych wystawił w Galerii Królewskiej Charlottenborg. Jego prace prezentowały również Axel Jensen w Charlottenlund oraz Galeria 102 w Kopenhadze.
Został pochowany w mogile rodzinnej w Bądkowie.